# Tiny Topsy
Tiny Topsy, geboren als Otha Lee Moore (Chicago, 22 mei 1930 - aldaar, 16 augustus 1964), was een Amerikaanse r&b-zangeres.

## Carrière
Otha Lee Moore was de dochter van Annabel en Casey Moore en groeide op nabij Robbins. Ze startte haar zangcarrière midden jaren 1940 als boegbeeld van de achtkoppige jazz- en r&b-band van Al Smith in haar woonplaats. Haar band werd de huisband voor labels als Chance Records, Parrot Records en Vee-Jay Records en produceerde meer dan tachtig opnamesessies tussen 1952 en 1959, maar allen zonder Tiny Topsy's deelname.
Haar eerste opnamesessie was op 9 juli 1957 in Cincinnati met als resultaat Aw! Shucks Baby bij Federal Records met een solo van Ray Felder op de tenorsaxofoon. Een andere opname was Miss You So met de bijbehorende single, uitgebracht door Tiny Topsy & the Five Chances. De B-kant Miss You So was een coverversie van een eerdere hit van Lillian Offitt. Het derde nummer A Woman's Intuition van de sessie werd niet uitgebracht tot 1988. Haar volgende single was Come On, Come On, Come On / Ring Around My Finger, met steun van de zanggroep The Charms, die deze keer erkenning kreeg bij het huidige label. Het nummer You Shocked Me was haar derde opname bij Federal Records. Come On, Come On, Come On en You Shocked Me werden in het Verenigd Koninkrijk uitgebracht door Parlophone, een zeldzaamheid voor Amerikaanse r&b-nummers van de dag. Tiny Topsy's vierde Federal Records-single werd geschreven door Bernice Williams. Western Rock 'n' Roll bevatte kleine opeenvolgingen van de toenmalige hits Lollipop, At the Hop, Get a Job en Short Shorts. Het opende met geweerschoten en werd opgenomen in maart 1958, voorafgegaan door de hit Western Movies van The Olympics. In 1959 nam ze After Marriage Blues (ook bekend als How You Changed) en Working On Me, Baby op, die werden uitgebracht door Argo Records.
Haar volgende single Just a Little Bit (1959) zou de laatste zijn bij Federal Records. Rosco Gordon had een nummer 2-hit in de Billboard r&b-hitlijst met zijn versie in 1960. Een alternatieve opname van Aw! Shucks Baby met Everybody Needs Some Loving als B-kant werd uitgebracht door King Records in 1963, maanden voorafgaand aan haar overlijden.
Er zijn meerdere compilatiealbums verkrijgbaar, die al haar opgenomen werk bevatten, met inbegrip van Aw! Shucks, Baby (1988).

## Privéleven en overlijden
Tiny Topsy was getrouwd met de nachtclub-eigenaar Samuel Hall. Ze overleed op 16 augustus 1964 op 34-jarige leeftijd in het Cook County Hospital aan een hersenbloeding. Ze werd bijgezet op het Burr Oak Cemetery.

## Discografie

### Singles
- 1957:	Aw! Shucks, Baby / Miss You So (Federal Records)
- 1957:	Come On, Come On, Come On / Ring Around My Finger (Federal Records)
- 1958:	You Shocked Me / Waterproof Eyes (Federal Records)
- 1958:	Western Rock 'n' Roll / Cha Cha Sue (Federal Records)
- 1959:	After Marriage Blues / Working On My Baby (Argo Records)
- 1959:	Just a Little Bit / Everybody Needs Some Loving (Federal Records)
- 1963:	Aw! Shucks Baby / Everybody Needs Some Loving (King Records)

- Library of Congress Control Number: no2007030388
- MusicBrainz: 491d8c6a-d97c-49a2-8a49-fa50f08e048d
- Virtual International Authority File: 36690172